# Plivački vaterpolo klub Jadran Herceg Novi
Pour les articles homonymes, voir VK Jadran.
Le Plivački vaterpolo klub Jadran Herceg Novi (PVK Jadran HN) est un club monténégrin de natation sportive et de water-polo installé à Herceg Novi.

## Historique

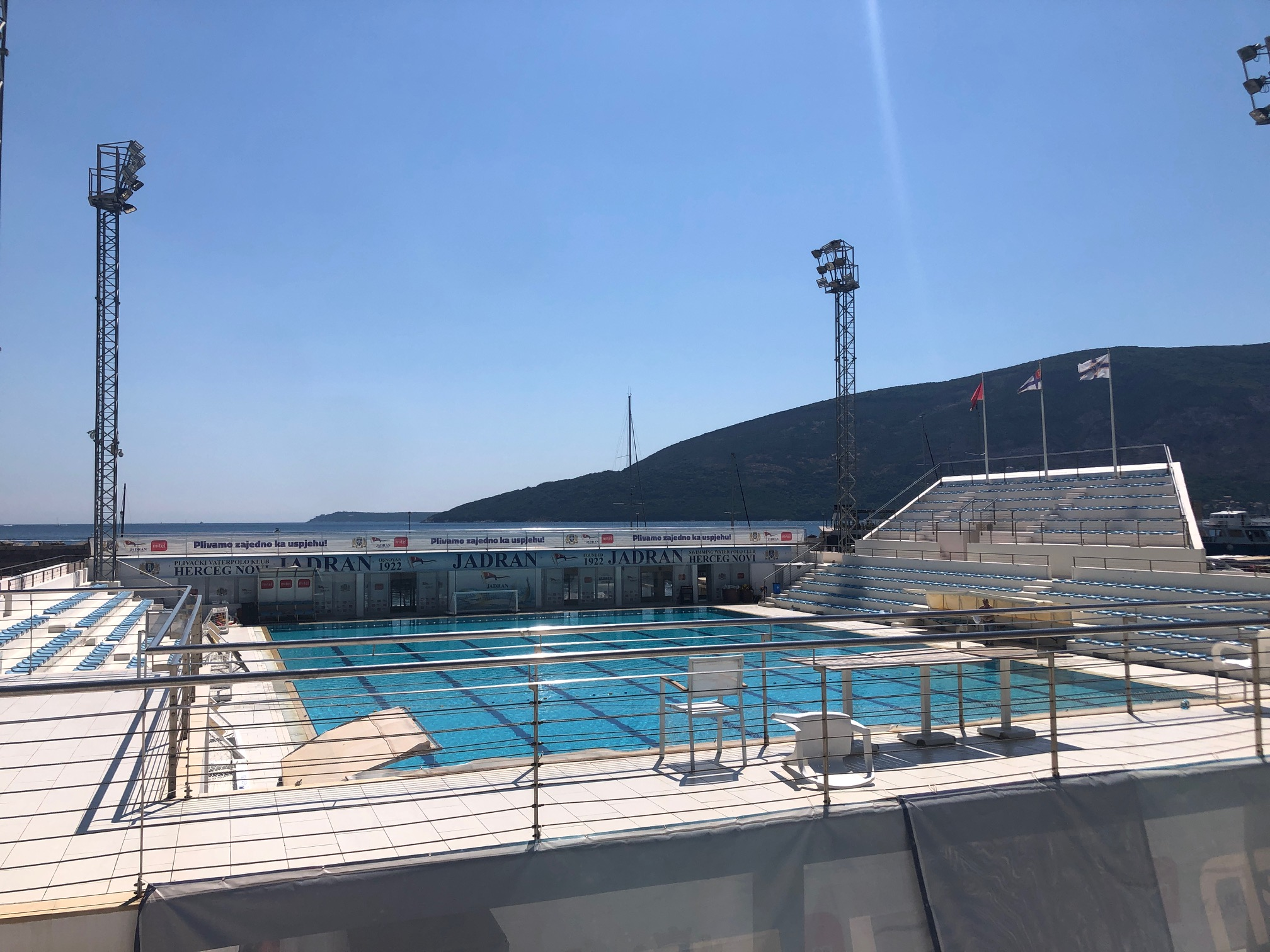
Nouveau stade de water polo à Herceg Novi, inauguré en 2012

Fondé en 1926, le club est deux fois champion de Yougoslavie de water-polo en 1958 et 1959.
Dans les années 2000, il gagne les quatre derniers championnats communs de la Serbie et du Monténégro de 2003 à 2006.
Deux fois troisième du nouveau championnat du Monténégro, il finit deuxième de la première Ligue adriatique pendant la saison 2008-2009 avant de conclure par le titre national. La saison suivante, il remporte la finale à quatre de la deuxième édition de la Ligue adriatique contre le VK Jug, puis le championnat national. Il gagne sa deuxième Ligue adriatique consécutive, le 3 avril 2011.
Le 19 juillet 2012, un nouveau stade a été inauguré. Il se trouve dans le quartier de Škver directement à côté de la promenade. Pendant l'hiver, le stade est fermé par un toit pliable.

## Palmarès masculin
- 2 Ligues adriatiques : 2010[4] et 2011[5].
- 2 titres de champion de Yougoslavie : 1958 et 1959.
- 4 titres de champion de Serbie-et-Monténégro : 2003, 2004, 2005 et 2006.
- 3 titres de champion du Monténégro : 2009[6], 2010[7] et 2012[8].
- 1 coupe du Monténégro : 2011[9],[10].